# Dhigurah (Alif Dhaal-atol)
Dhigurah is een van de bewoonde eilanden van het Alif Dhaal-atol behorende tot de Maldiven.

## Demografie
Dhigurah telt (stand maart 2007) 248 vrouwen en 302 mannen.